# Rechtbanktekenaar

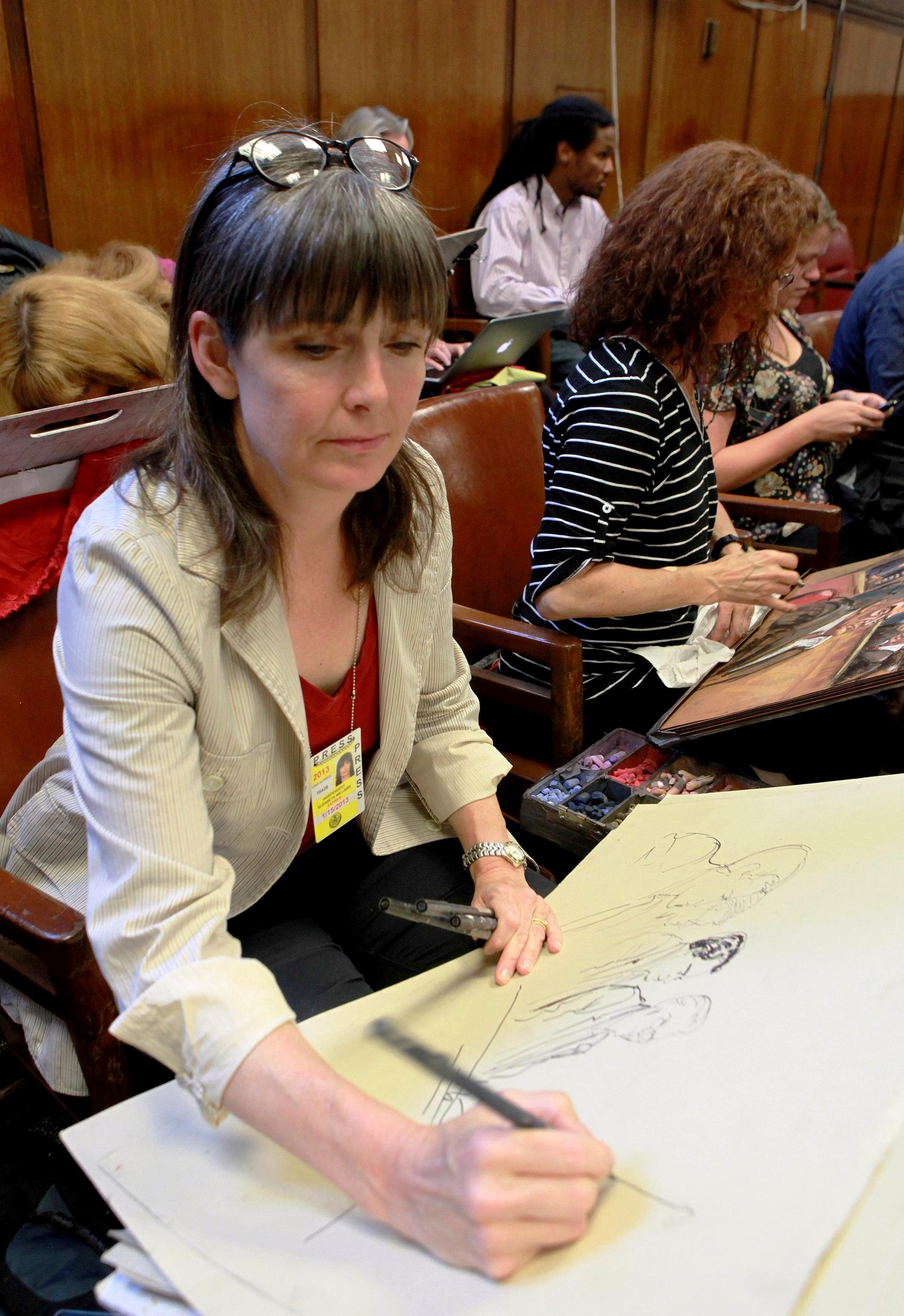
Rechtbanktekenaar

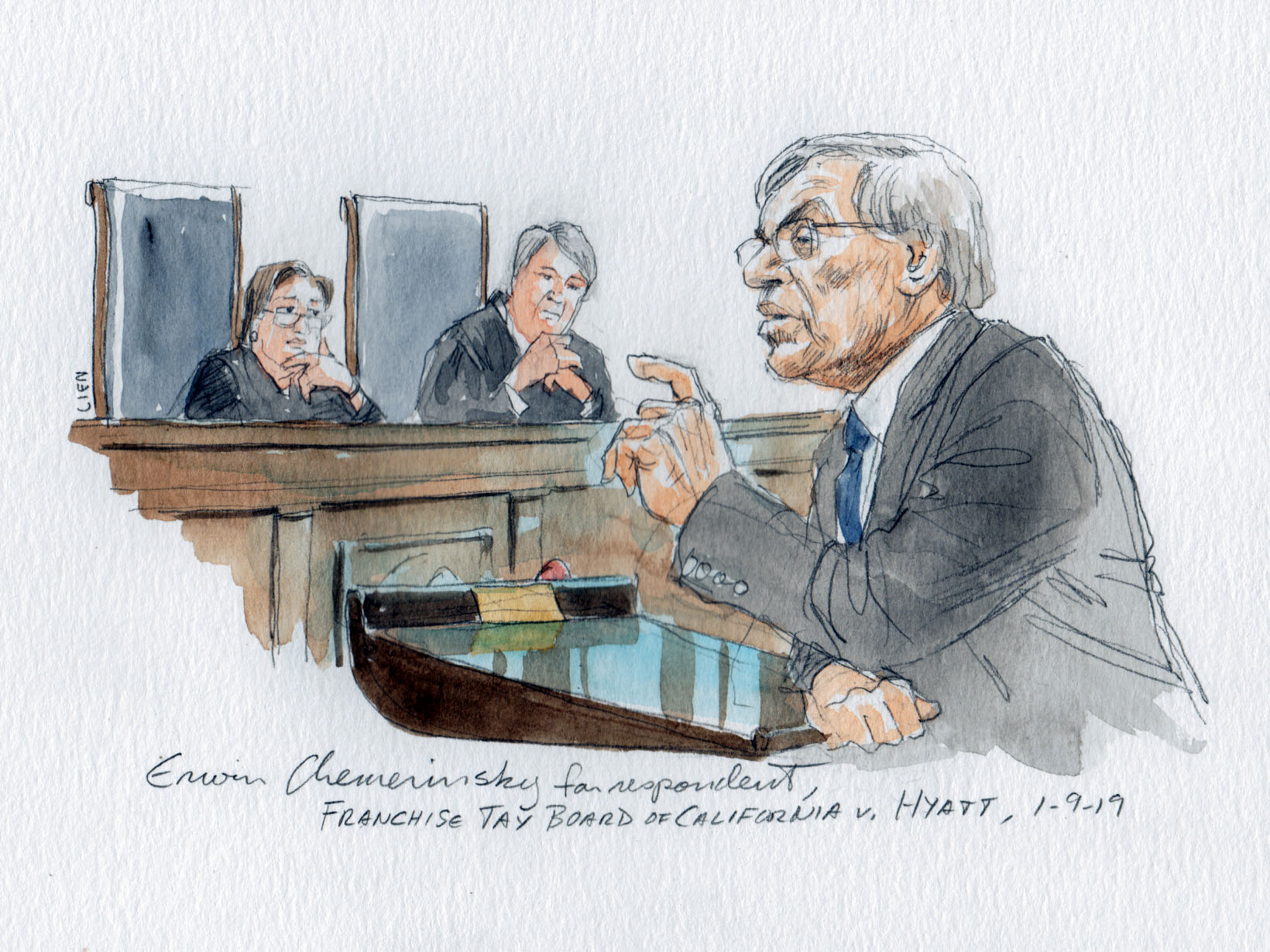
Rechtbanktekening

Een rechtbanktekenaar is een tekenaar die ten behoeve van perspublicaties tekeningen maakt van verdachten tijdens een rechtszitting. Omdat er in een Nederlandse rechtbank geen foto's mogen worden gemaakt, wordt er gebruikgemaakt van tekeningen. Meestal zijn deze tekeningen van opzij of iets van achteren getekend om de schending van de privacy van de verdachte te beperken en vanwege het blikveld van de tekenaar.  
Vaak zijn beginnende rechtbanktekenaars al portrettekenaar van beroep.
Bekende rechtbanktekenaars zijn Aloys Oosterwijk, Petra Urban en Chris Roodbeen.